# Sự hành động
Trong triết học, sự hành động là một sự kiện mà một tác nhân thực hiện vì một mục đích nhất định và được triển khai theo ý định của người đó. Câu hỏi đầu tiên trong triết lý hành động là xác định hành động khác với các dạng hành vi khác như thế nào, chẳng hạn như phản xạ không điều kiện. Có một sự tán thành đông đảo rằng câu trả lời cho câu hỏi này liên quan đến ý định của chủ thể. Ví dụ như việc lái xe ô tô là một hành động do tác nhân có ý định làm như vậy, nhưng hắt hơi chỉ là một hành vi đơn thuần vì nó xảy ra không phụ thuộc vào ý định của tác nhân. Lý thuyết chủ đạo về mối quan hệ giữa ý định và hành vi là thuyết nhân quả: lái xe là một hành động vì nó được gây ra bởi ý định của tác nhân. Theo quan điểm này, các hành động được phân biệt với các sự kiện khác bởi lịch sử nhân quả của chúng.
Hành động là một chiến lược và cũng là một thói quen, nhưng nó còn là một suy nghĩ nữa, khả năng hành động là kết quả của lối suy nghĩ đúng đắn. Phát triển thói quen hành động bất chấp sợ hãi sẽ tạo ra chuyển động và lực đà. Rèn luyện thói quen hành động bằng cách liên tục cố gắng tiến bộ và bỏ qua những đòi hỏi đối với sự hoàn hảo, vượt qua sự cầu toàn không phải nhấn mạnh vào kết quả vượt bậc mà vào cố gắng vượt bậc để chống lại sự trì hoãn. Heidi Grant là nhà khoa học của Viện Neuroleadership, Phó giám đốc Trung tâm Khoa học về động lực tại Đại học Columbia, tác giả cuốn sách bán chạy Nine things successful people do differently (tạm dịch: 9 điều người thành công thực hiện theo cách khác biệt) cho rằng, điều quan trọng quyết định sự thành công không phải "bạn là ai", mà là "bạn làm gì". Người thành công đạt được nhiều mục tiêu không chỉ đơn giản vì họ có năng khiếu trong những lĩnh vực đó mà điểm làm cho họ trở nên khác biệt chính là hành động.